# Cratere Birmingham

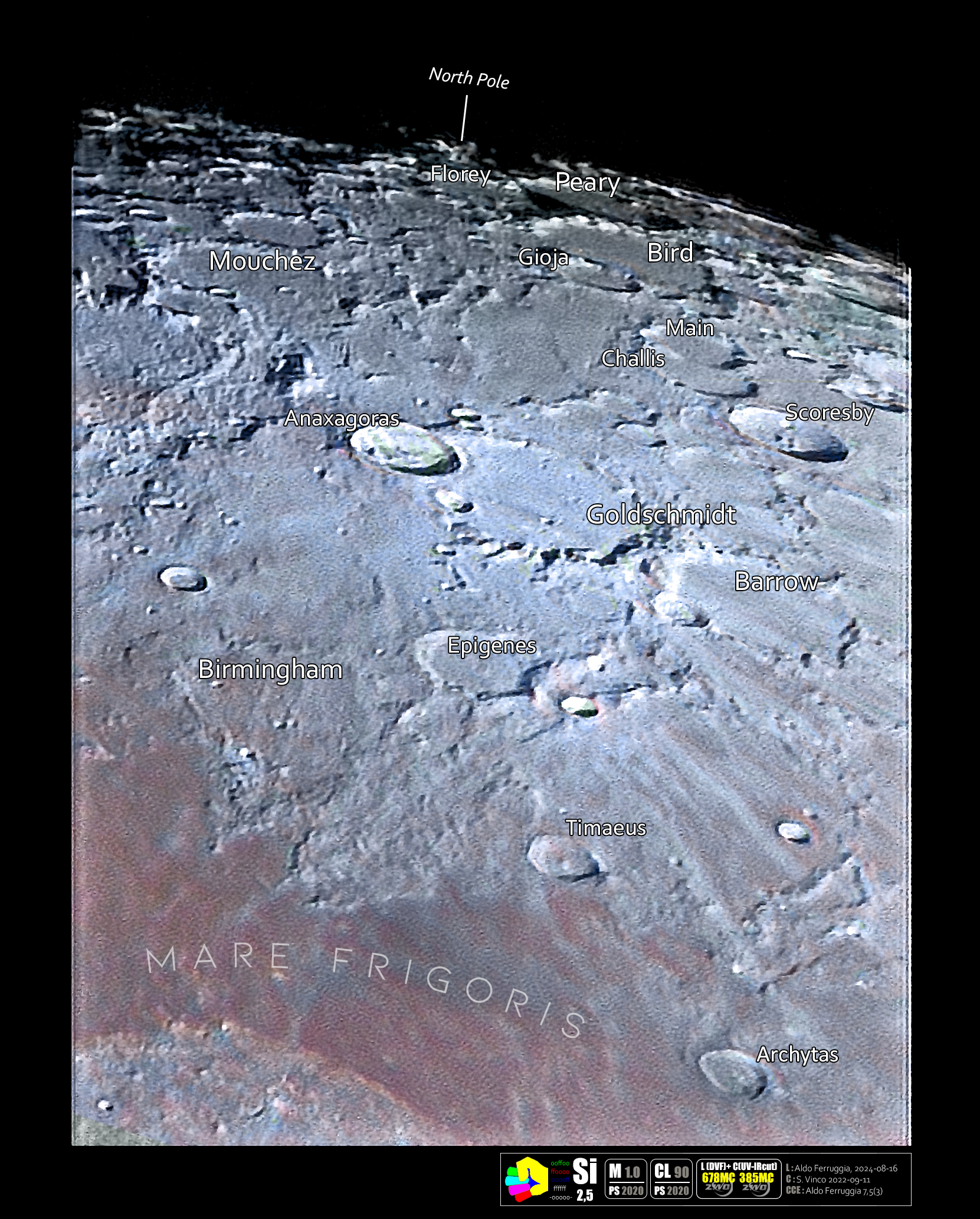
Immagine dell'area del cratere in formato Si. Vedi anche:

Birmingham è un cratere lunare di 89,92 km situato nella parte nord-occidentale della faccia visibile della Luna.
Il cratere è dedicato all'astronomo irlandese John Birmingham.

## Crateri correlati
Alcuni crateri minori situati in prossimità di Birmingham sono convenzionalmente identificati, sulle mappe lunari, attraverso una lettera associata al nome.
| Birmingham | Coordinate            | Diametro (in km) |
| ---------- | --------------------- | ---------------- |
| B          | 63°31′12″N 11°14′24″W | 7,33             |
| G          | 64°34′48″N 10°13′48″W | 5,19             |
| H          | 64°27′36″N 10°38′24″W | 6,54             |
| K          | 65°03′00″N 13°10′12″W | 5,82             |